# العلاقات السويسرية الكرواتية
العلاقات السويسرية الكرواتية هي العلاقات الثنائية التي تجمع بين سويسرا وكرواتيا.

## مقارنة بين البلدين
هذه مقارنة عامة ومرجعية للدولتين:
| وجه المقارنة                                              | سويسرا                                                                                      | كرواتيا                                                  |
| --------------------------------------------------------- | ------------------------------------------------------------------------------------------- | -------------------------------------------------------- |
| المساحة (كم2)                                             | 41.28 ألف                                                                                   | 56.59 ألف                                                |
| عدد السكان (نسمة)                                         | 8.21 مليون                                                                                  | 4.11 مليون                                               |
| الكثافة السكانية (ن./كم²)                                 | 198.89                                                                                      | 72.63                                                    |
| العاصمة                                                   | برن                                                                                         | زغرب                                                     |
| اللغة الرسمية                                             | اللغة الألمانية، اللغة الإيطالية، لغة فرنسية، اللغة الرومانشية، الألمانية السويسرية الموحدة | اللغة الكرواتية                                          |
| العملة                                                    | فرنك سويسري                                                                                 | كونا كرواتية                                             |
| الناتج المحلي الإجمالي (بليون دولار)                      | 678.89 مليار                                                                                | 54.85 مليار                                              |
| الناتج المحلي الإجمالي (تعادل القوة الشرائية) بليون دولار | 518.07 مليار                                                                                | 94.64 مليار                                              |
| الناتج المحلي الإجمالي الاسمي للفرد دولار أمريكي          | 80.94 ألف                                                                                   | 11.54 ألف                                                |
| الناتج المحلي الإجمالي للفرد دولار أمريكي                 | 59.54 ألف                                                                                   | 21.64 ألف                                                |
| مؤشر التنمية البشرية                                      | 0.930                                                                                       | 0.818                                                    |
| رمز المكالمات الدولي                                      | +41                                                                                         | +385                                                     |
| رمز الإنترنت                                              | .ch، .swiss ‏                                                                                | .hr                                                      |
| المنطقة الزمنية                                           | توقيت وسط أوروبا، ت ع م+01:00، ت ع م+02:00، أوروبا/زيورخ ‏                                   | توقيت وسط أوروبا، ت ع م+01:00، ت ع م+02:00، أوروبا/زغرب ‏ |

## مدن متوأمة
في ما يلي قائمة باتفاقيات التوأمة بين مدن سويسرية وكرواتية:
- ترتبط لوزان مع أوسييك باتفاقية توأمة منذ 29 ديسمبر 2009.

## منظمات دولية مشتركة
يشترك البلدان في عضوية مجموعة من المنظمات الدولية، منها:
| علم المنظمة | اسم المنظمة                               | تاريخ انضمام سويسرا | تاريخ انضمام كرواتيا |
| ----------- | ----------------------------------------- | ------------------- | -------------------- |
|             | مؤسسة التمويل الدولية                     | 29 مايو 1992        | 25 فبراير 1993       |
|             | مجموعة أستراليا                           | 1987                | 2007                 |
|             | يونسكو                                    | 28 يناير 1949       | 1 يونيو 1992         |
|             | مجموعة الموردين النوويين                  | ?                   | ?                    |
|             | مؤسسة التنمية الدولية                     | 29 مايو 1992        | 25 فبراير 1993       |
|             | المركز الدولي لتسوية المنازعات الاستشارية | 14 يونيو 1968       | 22 أكتوبر 1998       |
|             | وكالة ضمان الاستثمار متعدد الأطراف        | 12 أبريل 1988       | 19 مارس 1993         |
|             | منظمة حظر الأسلحة الكيميائية              | ?                   | ?                    |
|             | الاتحاد الدولي للاتصالات                  | 1866                | 3 يونيو 1992         |
|             | الأمم المتحدة                             | 10 سبتمبر 2002      | 22 مايو 1992         |
|             | منظمة الشرطة الجنائية الدولية             | ?                   | ?                    |
|             | البنك الدولي للإنشاء والتعمير             | 29 مايو 1992        | 25 فبراير 1993       |
|             | منظمة الأمن والتعاون في أوروبا            | 25 يونيو 1973       | 24 مارس 1992         |
|             | الاتحاد البريدي العالمي                   | ?                   | ?                    |
|             | منظمة التجارة العالمية                    | ?                   | ?                    |
|             | الفريق المعني برصد الأرض                  | ?                   | ?                    |
|             | المنظمة الأوروبية لسلامة الملاحة الجوية   | 1992                | 1997                 |
|             | مجلس أوروبا                               | ?                   | ?                    |

## أعلام
هذه قائمة لبعض الشخصيات التي تربطها علاقات بالبلدين:
- إيفان راكيتيتش (لاعب كرة قدم كرواتي، 10 مارس 1988 – )
- دانييل بافلوفيتش (22 أبريل 1988[25] – )
- فلاديمير بيتكوفيتش (15 أغسطس 1963[26] – )
- فيكتوريا غولوبيتش (لاعبة كرة مضرب سويسرية، 16 أكتوبر 1992 – )
- ماريو غافرانوفيتش (لاعب كرة قدم سويسري، 24 نوفمبر 1989[27] – )
- يوسيب درميتش (لاعب كرة قدم سويسري، 8 أغسطس 1992[28] – )

## وصلات خارجية
- موقع وزارة الخارجية السويسرية
- موقع وزارة الخارجية الكرواتية